# Sakál hadművelet
A Sakál hadművelet (horvátul: Operacija Čagalj, más néven Júniusi hajnalok hadművelet horvátul: Operacija Lipanjske zore) a horvátországi és a boszniai háború offenzívája volt, amelyet a Horvát Hadsereg (HV) és a Horvát Védelmi Tanács (HVO) egyesített hadserege vívott a Boszniai Szerb Köztársaság (VRS) hadserege ellen 1992. június 7–26. között. Az offenzíva egy horvát megelőző csapás volt a boszniai szerb hadsereg ellen, amelyet 1992 májusában alakítottak a Jugoszláv Néphadsereg (JNA) Bosznia-Hercegovinában állomásozó egységeiből. A HV arra a következtetésre jutott, hogy a JNA 1992. áprilisi és májusi támadó hadműveletei, amelyek Kupres és a Neretva-folyó Mostartól délre fekvő völgye nagy részének elfoglalását eredményezték, a horvátországi Ploče kikötőjének és esetleg Split városának elfoglalását vagy fenyegetését célozták. E fenyegetés ellensúlyozására a horvát vezetés a HV-t Janko Bobetko tábornok parancsnoksága alatt a „déli frontra” vezényelte, beleértve azt a területet is, ahol a Sakál hadműveletet végrehajtották.
Az offenzíva az első jelentős boszniai szerb vereséget jelentette a háborúban, és kedvező helyzetbe hozta a HV-t a VRS és a Dubrovniktól északra és keletre pozíciókat birtokló JNA maradványainak visszaszorítására. A HV később újra kiépítette szárazföldi kapcsolatait a várossal, amelyet a JNA 1991 vége óta ostrom alatt tartott. A támadás a HV/HVO győzelmét és körülbelül 1800 négyzetkilométernyi terület elfoglalását eredményezte Mostar és Stolac környékén.

## Előzmények
1990 augusztusában felkelés tört ki Horvátországban, amelynek központja a túlnyomórészt horvátországi szerbek által lakott dalmát hátország Knin környéki területei, valamint Lika, a Kordun, Banovina és Kelet-Horvátország részei voltak. A területek ezt követően a Krajinai Szerb Köztársaság (RSK) nevet kapták. A Szerbia által támogatott RSK kinyilvánította integrációs szándékát Szerbiával, melyet Horvátország kormánya lázadásnak minősített. A feszültség nőtt, és 1991 márciusára kitört a horvát függetlenségi háború. Jugoszlávia felbomlásával Horvátország 1991 júniusában kiadta a függetlenségi nyilatkozatot, amely három hónapos moratórium után. október 8-án vált hivatalossá. Az RSK ezután etnikai tisztogatási akciót indított a területén élő horvát civilek ellen, és a legtöbb nem szerb lakost 1993 elejére kiűzték lakóhelyéről. 
Az 1991 májusában megalapított Horvát Nemzeti Gárdát (ZNG), mely a Jugoszláv Néphadsereg (JNA) RSK-nak nyújtott növekvő támogatása és a horvát rendőrség a helyzettel megbirkózni képtelensége miatt jött létre, novemberben Horvát Hadsereg (HV) névre keresztelték. A Horvát Hadsereg felállítását azonban az ENSZ szeptemberben bevezetett fegyverembargója akadályozta. 1991 utolsó hónapjai a háború legádázabb harcait a laktanyacsatát, Dubrovnik ostromát, és a vukovári csatát hozták el.
1992 januárjában Horvátország, a JNA és az ENSZ képviselői aláírták a szarajevói megállapodást és tűzszünetet hirdettek. Egy sor sikertelen tűzszünet után a megállapodás felügyeletére és fenntartására az Egyesült Nemzetek Védelmi Erőit (UNPROFOR) telepítették Horvátországba. A konfliktus azonban hamarosan átterjedt eddigi békés vidékekre, és a JNA hamarosan visszavonult Horvátországból Bosznia-Hercegovinába, ahol új konfliktus volt kirobbanóban.
Mivel a Jugoszláv Néphadsereg a Vance-terv elfogadását és végrehajtásának megkezdését követően kivonult Horvátországból, 55 000 Bosznia-Hercegovinában született tisztje és katonája került át az új boszniai szerb hadsereghez, amelyet később Boszniai Szerb Köztársaság hadserege (VRS) névre kereszteltek. Ezt az átszervezést a Bosznia-hercegovinai Szerb Köztársaság 1992. január 9-iki kikiáltása követte, megelőzve a február 29. és március 1. közötti, Bosznia-Hercegovina függetlenségéről tartott népszavazást. Ezt a népszavazást később a boszniai háború ürügyeként hozták fel. Március 1-jén a boszniai szerbek megkezdték a főváros Szarajevó és más területek megerősítését. A következő napon Szarajevóban és Dobojban jegyezték fel a háború első halálos áldozatait. Március utolsó napjaiban a boszniai szerb hadsereg válaszul arra, hogy a HV 108. dandárja ellenőrzése alá vonta a határátkelőhelyet, tüzérséggel lőtte Bosanski Brodot. Április 4-én a JNA tüzérsége megkezdte Szarajevó ágyúzását. A JNA és a VRS Bosznia-Hercegovinában a Bosznia-Hercegovinai Köztársaság hadseregével (ARBiH) és a Horvát Védelmi Tanács (HVO) erőivel állt szemben, amelyek a bosnyákok uralta központi kormányzatnak, illetve a boszniai horvát vezetésnek, valamint mint a HV-nek is beszámolnak, amely alkalmanként támogatta a HVO hadműveleteit.
1992 áprilisában Hercegovina nyugati és déli területein, Kupres és Stolac közelében a JNA megújította a HV és a HVO elleni támadó hadműveleteket. A JNA 2. katonai körzete Milutin Kukanjac vezérezredes parancsnoksága alatt az 5. banja lukai hadtest és a 9. knini hadtest egységeit vezényelte a kupresi régióba, elfoglalva a várost a HV-től, de a HV a HVO erőivel közösen az 1992. április 7-iki kupresi csatában megvédte a területet, fenyegetve a délnyugat felé fekvő Livnot és Tomislavgradot. A JNA 4. katonai körzete, amelyet Pavle Strugar tábornok irányított, a 13. bilećai hadtestet és a 2. titogradi hadtestet vetette be Stolac és a Neretva folyó keleti partja Mostartól délre fekvő nagy részének elfoglalására. Április 6-án megkezdődtek a harcok Mostar környékén is, és a JNA tüzérségi támadásokat indított a város ellen. Široki Brijeg városát a Jugoszláv Légierő támadta meg április 7-én. Míg az április 9-iki horvát támadás során nem sikerült elfoglalni a JNA által ellenőrzött mostari repülőteret, addig a boszniai szerb területvédelmi erők elfoglaltak két közeli vízierőművet a Neretva folyón és a JNA április 11-én kiszorította a HV/HVO haderőt Stolacból. A Mostartól 25 km-re délnyugatra fekvő Čapljinát, szakaszos JNA tüzérségi és légi támadások érték. Május 7-én tűzszünetet kötöttek, de a JNA és a boszniai szerb erők másnap újraindították a támadást. A támadásnak sikerült elfoglalnia Mostar nagy részét és a Neretva folyó nyugati partja vidékének egy részét. Május 12-én befejeződött a bosznia-hercegovinai bázisú JNA erők átállása a VRS-hez, azok a JNA-egységek pedig, amelyek nem kerültek át a VRS-be kivonultak Bosznia-Hercegovinából az újonnan kikiáltott Jugoszláv Szövetségi Köztársaság területére.
Míg a JNA offenzívát tervezett a szerbek által birtokolt területek elleni horvát támadások megelőzésére, Horvátország ezeket a lépéseket a JNA dél-horvátországi támadásainak előjátékának tekintette, amelyek kifejezetten a Ploče kikötője és esetleg Split elfoglalását célozták. A vélt fenyegetés ellensúlyozására a HV további csapatokat telepített a „déli front” névre átnevezett területre. A déli front parancsnoki tisztségére kinevezett Janko Bobetko HV tábornok átszervezte a HVO parancsnoki struktúráját, és átvette a HVO területi parancsnokságát, hogy megállítsa a várható JNA/VRS offenzívát és visszaszerezze az elveszett területet a Neretva folyó mentén. Május végén Bobetko támadást indított az Adria partja mentén és annak közvetlen hátországában, az ostromlott Dubrovnik irányába, hogy csatlakozzon a várost védő HV-erőhöz és megtörje a JNA ostromát. A támadás egybeesett a JNA visszavonulásával a parttól 10-km-re a dubrovniki repülőtér, Konavle és Bosznia-Hercegovina határain belüli állásai felé,  Május 23-án a HV /HVO elfoglalta a Mostartól délre emelkedő Hum-hegyet.

## A szembenálló erők
A HV és a HVO 4670 katonát vetett be a Sakál-hadműveletbe. A HVO különböző, a térségben állomásozó illetve többnyire Mostarból, Široki Brijegből és Čitlukból érkező egységeket vezényelt a hadszíntérre. A HV közreműködő erői között a 4. gárdadandár, a 116. gyalogdandár és a 156. gyalogdandár elemei voltak. A HV csapatait Čapljina környékére, a Neretva folyóhoz és a támadás főirányának jobb oldalára telepítették, míg a HVO csapatokat tőlük balra, valamint Čapljina térségében helyezték el. A VRS hercegovinai hadteste (korábban JNA 13. hadteste), amelynek parancsnoka Radovan Grubač vezérőrnagy volt, a 10. és 13. dandárból, valamint ljubinjei területvédelmi csapatokból állt, Mostar és Stolac térségében foglalt állásokat.

## A hadművelet lefolyása
A Sakál (vagy más néven a Júniusi Hajnalok) hadművelet 1992. június 7-én kezdődött. A támadó HV/HVO haderő Čapljinától keletre és északra mozgott Stolac és Mostar felé, hogy a VRS-t visszaszorítsa a Neretva folyótól és pozíciókat foglaljon Mostar környékén. A HV/HVO erők június 8-án elfoglalták az offenzíva első célpontját, Tasovčići falut, amely a Neretva folyó túloldalán, Čapljinával szemben található. A Tasovčićit elfoglaló haderő HV komponensét, a 156. gyalogdandárt, hogy megvédjék a jobbszárnyat leválasztották a folyamatos előrenyomulással megbízott haderőről a neretvai hídfő kibővítésére, Klepci és Prebilovci falvak elfoglalására. A HV 116. gyalogdandár tartotta a Neretva folyó völgyét a hídfőtől délre és Metkovićtól keletre.
Ahogy a VRS hercegovinai hadtestének Tasovčići körüli állásai összeomlottak, a támadó erők a tervezett előrenyomulási vonal mentén gyorsan tudtak haladni kelet felé. Június 11-én a mostari HVO erők a fő támadás támogatására Mostar városától délre megtámadták a Neretva nyugati partján levő VRS-állásokat. Az előrenyomulás azonnal sikeres volt, és elfoglalták Varda, Kruševo, Jasenica, Slipčići falvakat és az Orlovac-hegyet. Ugyanazon a napon a HVO elfoglalta a mostari JNA/VRS Heliport laktanyát. Június 12-én a HVO az összes megmaradt VRS erőt a folyótól kelet felé nyomta.
A HVO 1. hercegovinai dandárja és a 156. gyalogdandár Čapljinától északkeletre nyomult előre, és elfoglalta a neretvai átkelőhelytől 10 km-re fekvő Bivolje Brdo és Lokve falvakat. A 2. taktikai csoport élén haladó 116. gyalogdandár a HVO csapataitól támogatva gyors áttörést hajtott végre, és mintegy 20 km-re a neretva átkelőhelyétől keletre elérte Stolac külterületét. Az északkeleti előrenyomulás Mostar felé Pijescin és Gubavicán át észak felé folytatódott, és június 14-én érte el Mostar déli előterét. A HVO Čapljina felől támadó egységei június 15-én a Stolactól 8 km-re északra levő hodovói VRS-állások elfoglalásával biztosították Stolacot. Ugyanezen a napon a HVO mostari 4. zászlóalja elfoglalta a JNA mostari „Sjeverni logor” laktanyáját, míg a HVO mostari haderejének többi eleme a városra néző közeli Fortica-dombot foglalta el. A Čapljina felől induló haderő északi előrenyomulásának utolsó szakasza Buna és Blagaj falvakon keresztül vezetett, amelyeket szintén június 15-én foglaltak el. Az előrenyomuló HV és HVO egységekkel való összeköttetés kialakítása érdekében a mostari HVO erők, a 4. gárdadandár HV 4. zászlóaljának támogatásával, Jasenicán keresztül a várostól délre indultak. A két előrenyomuló erő június 17-én a mostari repülőtéren találkozott.
A HV és a HVO teljesen kiszorította a VRS-t Mostarból, majd a Velež-hegy lejtőin tovább haladt kelet felé, és június 21-ig elfoglalta a városra néző magaslatokat. Az ARBiH csak másodlagos szerepben támogatta a város felőli keleti nyomulást. Annak ellenére, hogy a frontvonalak nem mozdultak el jelentősen keletre, Mostar városa ezt követően már viszonylag biztonságos volt a jövőbeli VRS-támadásokkal szemben. Az offenzíva június 26-án ért véget, amikor a HVO elfoglalta a Velež-hegy csúcsát, a Merdžan Glavát.

## Következmények
A HV és a HVO a Sakál hadművelet és a támogató műveletek során Mostar környékén mintegy 1800 km2 területet foglaltak el. Ez volt VRS első jelentős veresége a boszniai háborúban. Az offenzíva megszüntette a JNA és a VRS által Metkovićra jelentett közvetlen fenyegetést, és elérte azt a célt, hogy a horvátok olyan pozíciókat foglaljanak, amelyek kedveztek további offenzívák indításához a még Dubrovnik közelében állomásozó JNA és VRS erők ellen. Az ezt követő Tigris hadművelet volt az első HV offenzíva, amely kihasználva a Sakál hadművelet sikerét a déli fronton általában, de különösen Dubrovnik környékén javította a horvát katonai pozíciókat. A bosznia-hercegovinai HV bevetéssel nemcsak a horvát hadvezetés szerzett jelentős tapasztalatot a nagyszabású katonai offenzívák végrehajtásában, de a boszniai szerb VRS-től is elvette az esélyt a döntő győzelem elérésére.

## Fordítás
Ez a szócikk részben vagy egészben  az   Operation Jackal című angol Wikipédia-szócikk ezen változatának fordításán alapul.  Az eredeti cikk szerkesztőit annak laptörténete sorolja fel. Ez a jelzés csupán a megfogalmazás eredetét és a szerzői jogokat jelzi, nem szolgál a cikkben szereplő információk forrásmegjelöléseként.